# Országh László

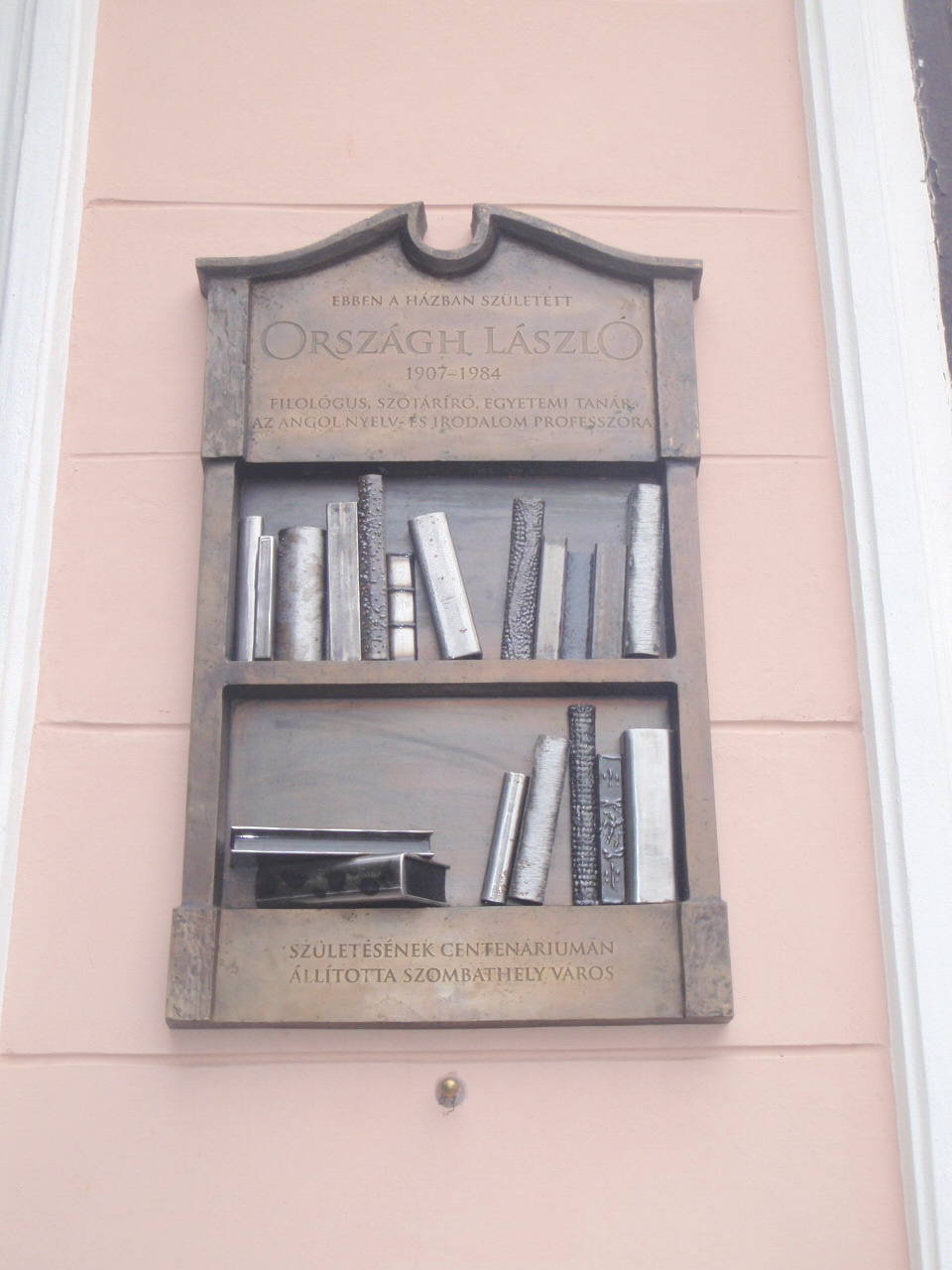
Emléktábla Szombathelyen, a szülőházán, a Zrínyi utca 9. szám alatt

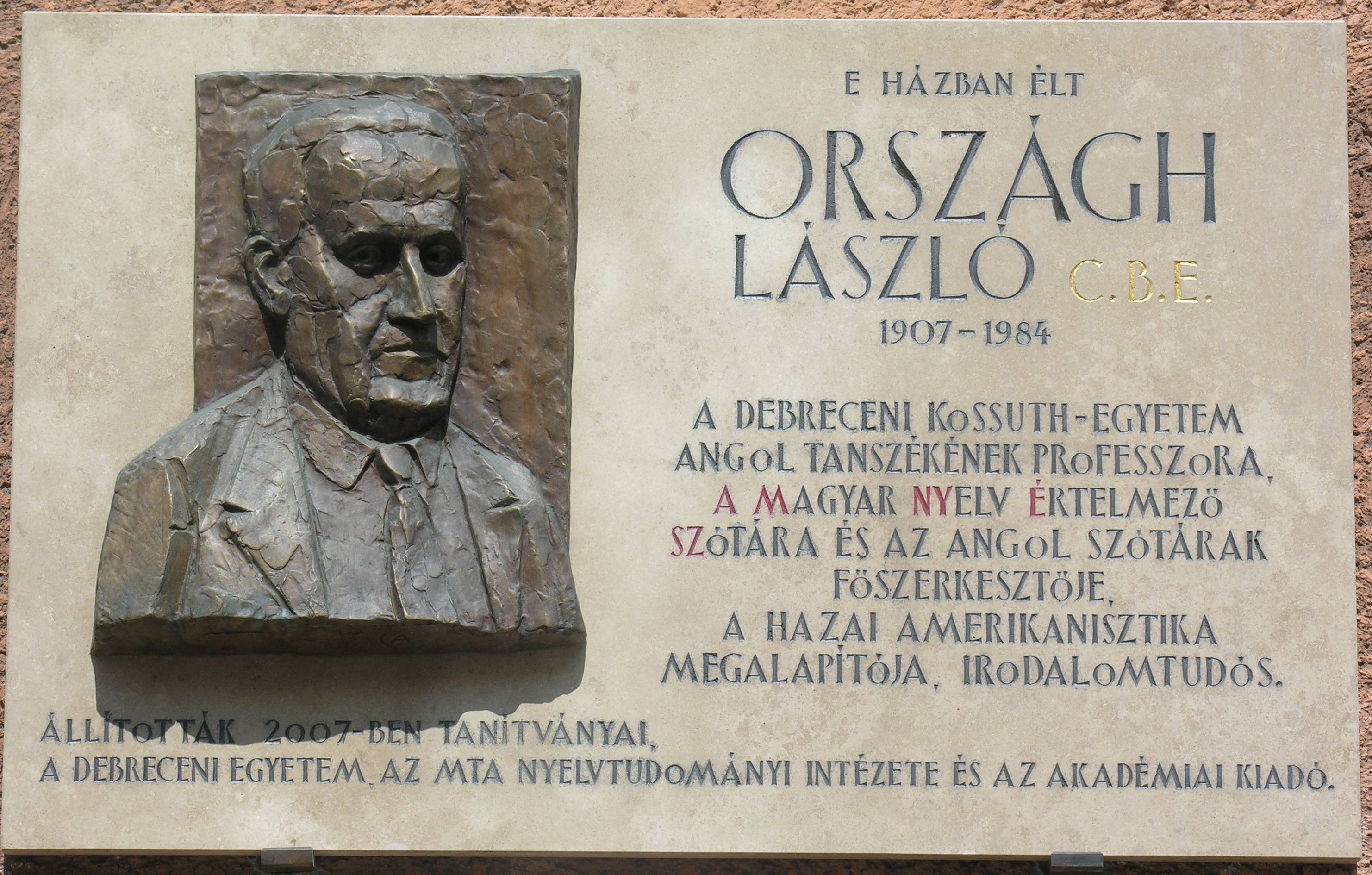
Országh László emléktáblája egykori lakhelyén, a Balaton utca 12. szám alatt

Országh László, született Pekker (Szombathely, 1907. október 25. – Budapest, 1984. január 27.) nyelvész, irodalomtörténész (a magyarországi amerikanisztika atyja), szótáríró (angol–magyar és magyar–angol szótárak szerzője), egyetemi tanár.

## Életpályája
Pekker László Miklós János néven született dr. Pekker László ügyvéd és Pamper Margit gyermekeként. Családja 1925-ben anyai nagyszülei tiszteletére vette fel az Országh nevet. A szombathelyi premontrei gimnázium elvégzése után egyetemi tanulmányait az Eötvös-kollégiumban, Budapesten kezdte, majd ösztöndíjjal az USA-ban (Rollins College) fejezte be. 1935-ben bölcsészdoktori oklevelet szerzett. 1937-től az Eötvös-kollégium tanára, 1942-től egyetemi magántanár a Eötvös Loránd Tudományegyetem ELTE Bölcsészettudományi Karon, majd 1947-től 1950-ig és 1957-től 1969-ig az angol nyelv és irodalom tanszékvezető tanára a debreceni Kossuth Lajos Tudományegyetemen.
A magyar nyelv értelmező szótára (Akadémiai, 1959–1962) munkálatainak főszerkesztője. 1963-ban megindította a KLTE angol tanszékének évkönyvsorozatát, a hazai anglisztika egyik legfontosabb fórumát Angol Filológiai Tanulmányok (Hungarian Studies in English) címen. USA-beli tanulmányútjai révén jelentős mértékben járult hozzá az amerikanisztika magyarországi megteremtéséhez.
Fő kutatási területe: az angol és amerikai irodalom története.
A szombathelyi Szent Quirin-templomban nyugszik; sírhelyét a Nemzeti Emlékhely és Kegyeleti Bizottság „A” kategóriában a Nemzeti Sírkert részévé nyilvánította.

## Tudományos címei, kitüntetései
- A nyelvtudomány kandidátusa (1957)
- Az irodalomtudomány doktora (1974)
- A londoni Institute of Linguists jubileumi aranyérme (1970)
- Az Egyesült Királyság királynője 1978 decemberében az angol nyelv és kultúra terjesztésében vállalt szerepéért – Magyarországról elsőként – neki adományozta a Brit Birodalmi Érdemrend tiszteletbeli parancsnoka (Honorary Commander of the Order of the British Empire, CBE) címet, melyet 1979. január 24-én vehetett át.
- Akadémiai Díj (1963)

## Művei
- Életművének legfontosabb és legközismertebb alkotásai angol–magyar és magyar–angol szótárai, de emellett ő a magyarországi amerikanisztika atyja, aki az amerikai irodalom- és irodalomtörténet-írásra vonatkozó számtalan önálló értekezést és tanulmányt is publikált, mint pl. Irodalom a rókalyukban. Mit olvastak az amerikai katonák? (1946), Utószó a Walt Whitman: Fűszálak. Összes költemények című kötethez (1964).
- 1950-ben a Magyar Tudományos Akadémia Nyelvtudományi Intézete szótári osztályának a vezetője lett, ahol megszervezte és a megjelenéséig irányította A magyar nyelv értelmező szótára munkálatait (I–VII. kötetek, Akadémiai kiadó, első kiadás: 1959–1962, online elérés a MEK-en)
- Az amerikai irodalom története, Gondolat, 1967. Ez a mű hézagpótló szerepet tölt be, ugyanis mind a mai napig ez az egyetlen magyar nyelvű, összefüggő áttekintés az amerikai irodalom három és fél évszázados történetéről. (Emlékkönyv Országh László tiszteletére [az anyagot gyűjt., szerk., tervezte Vadon Lehel], 1993)
- Az amerikai irodalomtörténetírás fejlődése; szerzői, Budapest, 1935
- Angol diákok, angol iskolák; Held Ny., Budapest, 1936
- Angol nyelvkönyv 1. A gimnázium és leánygimnázium V. osztálya számára; szerk. Fest Sándor, Országh László, Szenczi Miklós; Franklin, Budapest, 1939
- Angol nyelvkönyv 2. A gimnázium és leánygimnázium VI. osztálya számára; szerk. Fest Sándor, Országh László, Szenczi Miklós; Franklin, Budapest, 1940
- Angol nyelvkönyv. 3. rész A gimnázium és leánygimnázium VII. osztálya számára; szerk. Fest Sándor, Országh László, Szenczi Miklós; Franklin, Budapest, 1941
- Angol nyelvkönyv. 4. rész. A gimnázium és leánygimnázium 8. oszt. számára; szerk. Fest Sándor, Országh László, Szenczi Miklós; Franklin, Budapest, 1941
- Az angol regény eredete; Danubia, Budapest, 1941 (Minerva-könyvtár)
- Bevezetés az angol nyelv- és irodalomtudomány bibliográfiájába; s.n., Budapest, 1943
- Angol nyelvtan a gimnázium és leánygimnázium V-VIII. osztálya számára; szerk. Kónya Sándor, Országh László; Franklin, Budapest, 1944
- Shakespeare; Magyar Szemle Társaság, Budapest, 1944 (Kincsestár. A Magyar Szemle Társaság kis könyvtára)
- Fest Sándor–Országh László–Szenczi Miklós: Angol nyelvkönyv, 1–2.; Franklin, Budapest, 1946
- Kónya Sándor–Országh László: Angol nyelvtan; Franklin, Budapest, 1947
- Angol–magyar kéziszótár. P. 1., English-Hungarian; szerk. Országh László; Franklin, Budapest, 1948
- Magyar–angol szótár; Akadémiai, Budapest, 1953
- Magyar–angol kéziszótár; főmunkatárs Békés Ágnes, munkatárs Tamáskáné Gőbel Marianne; Akadémiai, Budapest, 1955
- Angol–magyar szótár; munkatárs Magay Tamás; Akadémiai, Budapest, 1955 (Kisszótár sorozat)
- Kónya Sándor–Országh László: Rendszeres angol nyelvtan; 3. átdolg, bőv. kiad.; Terra, Budapest, 1957
- A magyar nyelv értelmező szótára, 1–7.; szerk. MTA Nyelvtudományi Intézete, főszerk. Bárczi Géza, Országh László; Akadémiai, Budapest, 1959-1962
- Szöveggyűjtemény az amerikai irodalomból; Eötvös Loránd Tudományegyetem, Budapest, 1960
- Szöveggyűjtemény a reneszánsz és polgári forradalom korának angol irodalmából 1–2.; Eötvös Loránd Tudományegyetem, Budapest, 1960
- A szótárírás elmélete és gyakorlata A magyar nyelv értelmező szótárában; szerk. Országh László; Akadémiai, Budapest, 1962 (Nyelvtudományi értekezések)
- Szöveggyűjtemény az amerikai irodalomból 2. r. Second American reader; összeáll. Országh László; KLTE Bölcsészettudományi Kar; KLTE BTK–Tankönyvkiadó, Debrecen–Budapest, 1963
- Shakespeare-tanulmányok; szerk. Kéry László, Országh László, Szenczi Miklós; Akadémiai, Budapest, 1965
- Szótártani tanulmányok. Egyetemi segédkönyv; szerk. Országh László; Tankönyvkiadó, Budapest, 1966
- Az amerikai irodalom története; Gondolat, Budapest, 1967
- Országh László–Kretzoi Miklósné: A sketch of the history of American literature; Tankönyvkiadó, Budapest, 1968
- Ó- és középangol irodalomtörténet. The history of old and middle English literature; Országh László előadásai alapján szerk. Kretzoi Miklósné, Abádi Nagy Zoltán; Tankönyvkiadó, Budapest, 1972
- Bevezetés az amerikanisztikába. Egyetemi tankönyv; Tankönyvkiadó, Budapest, 1972
- Az el nem képzelt Amerika. Az amerikai esszé mesterei; vál., utószó, jegyz. Országh László; Európa, Budapest, 1974
- Angol eredetű elemek a magyar szókészletben; Akadémiai, Budapest, 1977 (Nyelvtudományi értekezések)
- A concise Hungarian-English dictionary; szerk. Magay Tamás, Országh László; Oxford University Press–Akadémiai, Oxford–Budapest, 1990
- Országh László–Virágos Zsolt: Az amerikai irodalom története. Oktatási segédanyag; 2. bőv. kiad.; Eötvös, Budapest, 1997
- Országh László válogatott írásai; szerk. Virágos Zsolt; Kossuth Egyetemi, Debrecen, 2007 (Orbis litterarum)

## Emlékezete
- Országh László-díj
- Bertha Bulcsu A kenguru című regényének Zil-sofőr főhőse, Varjú István megvette „az Országh-féle 26 forintos angol–magyar szótárt”, hogy segítségével megértsen egy Camel-reklámot.
- Szótárának egyik jól ismert húsvéti tojása, hogy Manchester kiejtéseként Liverpool ejtése van feltüntetve (alighanem az angol kiejtés szabálytalanságaira utalva).
- Szótára olyannyira elterjedt Magyarországon, hogy egy mondás szerint „amit az Országh rosszul tud, egy ország tudja rosszul”.